# Wangjieliu
Wangjieliu (kinesiska: 王截流) är en socken i östra Kina. Den ligger i Huoqiu härad i staden Lu'an i provinsen Anhui, omkring 140 kilometer nordväst om provinshuvudstaden Hefei. Antalet invånare är 33021. Befolkningen består av 16 122 kvinnor och 16 899 män. Barn under 15 år utgör 24,0 %, vuxna 15-64 år 64 %, och äldre över 65 år 10,0 %.